# Горчаково (деревня, Москва)
Горчако́во — деревня в Троицком административном округе Москвы (до 1 июля 2012 года была в составе Наро-Фоминского района Московской области). Входит в состав Филимонковского района.

## Население
| 1859 | 1890 | 1899 | 1926 | 2002 | 2006 | 2010 |
| ---- | ---- | ---- | ---- | ---- | ---- | ---- |
| 80   | ↗105 | ↗114 | ↗140 | ↘45  | ↘25  | ↗32  |

Согласно Всероссийской переписи, в 2002 году в деревне проживало 45 человек (20 мужчин и 25 женщин); преобладающая национальность — русские (85 %). По данным на 2005 год, в деревне проживало 25 человек.

## География
Деревня Горчаково находится в северной части Троицкого административного округа, на левом берегу реки Десны примерно в 8 км к северо-западу от центра города Троицка. В 4,5 км к северу проходит Киевское шоссе М3, в 9 км к юго-востоку — Калужское шоссе А130, в 10 км к юго-западу — Московское малое кольцо А107. В деревне семь улиц — Зелёная, Полянка, Светлая, Солнечная, ТСЖ ОФЭК, Черёмушкинская и Школьная. Ближайшие населённые пункты — деревни Поповка и Уварово.

## История
Название деревни, предположительно, произошло от некалендарного личного имени Горчак.
В «Списке населённых мест» 1862 года Аносово (Горчаково) — владельческое сельцо 1-го стана Подольского уезда Московской губернии, по правую сторону старокалужского тракта, в 25 верстах от уездного города и 26 верстах от становой квартиры, при реке Десне, с 11 дворами и 80 жителями (33 мужчины, 47 женщин).
По данным на 1899 год — деревня Красно-Пахорской волости Подольского уезда с 114 жителями.
В 1913 году — 23 двора и казённая винная лавка.
По материалам Всесоюзной переписи населения 1926 года — деревня Уваровского сельсовета Красно-Пахорской волости Подольского уезда в 8,5 км от Калужского шоссе и 10,7 км от станции Апрелевка Киево-Воронежской железной дороги, проживало 140 жителей (72 мужчины, 68 женщин), насчитывалось 30 хозяйств, из которых 27 крестьянских, имелась школа.
1929—1946 гг. — населённый пункт в составе Красно-Пахорского района Московской области.
1946—1957 гг. — в составе Калининского района Московской области.
1957—1960 гг. — в составе Ленинского района Московской области.
1960—1963, 1965—2012 гг. — в составе Наро-Фоминского района Московской области.
1963—1965 гг. — в составе Звенигородского укрупнённого сельского района Московской области.

## Образование
В деревне находится Муниципальное бюджетное общеобразовательное учреждение Горчаковская средняя общеобразовательная школа.